# Craugastor rugosus
Espèce
Synonymes
- Hylodes rugosus Peters, 1873
- Lithodytes pelviculus Cope, 1877
- Lithodytes florulentus Cope, 1893
- Eleutherodactylus rugosus  (Peters, 1873)

Statut de conservation UICN

 LC  : Préoccupation mineure
Craugastor rugosus est une espèce d'amphibiens de la famille des Craugastoridae.

## Répartition
Cette espèce se rencontre entre 10 et 1 220 m d'altitude dans le sud de la cordillère de Talamanca au Costa Rica et dans l'ouest du Panama.

## Publication originale
- Peters, 1873 : Über eine neue Schildkrötenart, Cinosternon effeldtii und einige andere neue oder weniger bekannte Amphibien. Monatsberichte der Königlich Preussischen Akademie der Wissenschaften zu Berlin, vol. 1873, p. 603-618 (texte intégral).